# Ledovna (Šternberk)
Ledovna v je historická ledovna v předhradí hradu Šternberk v Olomouckém kraji.

## Historie a popis
Ledovna dříve sloužila jako zásobárna ledu pro chladicí zařízení v hradní kuchyni. Nechali ji postavit poslední vlastníci hradu z rodu Liechtensteinů a je umístěna v předhradí v dolní části zámeckého parku vedle bývalého domu správce. Ledovna prošla v letech 2019-2022 významnou rekonstrukcí dle historických dokumentů. Uvnitř se nachází tmavá místnost bez oken a malá expozice o těžení ledu a jeho skladování a používání. Vlastníkem technické památky je Národní památkový ústav. Ledovna byla postavena asi v 19. století.

## Další informace
Vstup do Ledárny je zpoplatněn v rámci prohlídky hradu Šternberk.[zdroj?]